# دینا مریل
دینا مریل (انگلیسی: Dina Merrill؛ زادهٔ ۲۹ دسامبر ۱۹۲۳ – درگذشته ۲۲ مه ۲۰۱۷) بازیگر و تهیه‌کننده فیلم اهل ایالات متحده آمریکا بود. وی بین سال‌های ۱۹۵۵ تا ۲۰۰۳ میلادی فعالیت می‌کرد.
از فیلم‌ها یا برنامه‌های تلویزیونی که وی در آن نقش داشته‌است، می‌توان به تعطیلات در سوئد، یاغی‌ها، باترفیلد ۸، میز، کشتی را ترک نکن، سایه، عملیات زیرپیراهنی زنانه و رنگ‌های واقعی اشاره کرد. دینا مریل در ۲۲ مه ۲۰۱۷ در سن ۹۳ سالگی درگذشت.